# 穆列尔德拉丰特
穆列尔德拉丰特，是西班牙卡斯蒂利亚-莱昂索里亚省的一个市镇。总面积4平方公里，总人口85人（2001年），人口密度21人/平方公里。